# Rétinopathie du prématuré
La rétinopathie du prématuré est une maladie consistant en un dysfonctionnement des vaisseaux sanguins de la rétine chez le prématuré. C'est un trouble oculaire majeur chez les nourrissons prématurés, et la première cause de cécité infantile. 
Elle évolue en deux phases : une première, marquée par l'arrêt de la vascularisation rétinienne à cause de l'hyperoxie et d'une perturbation de l'interaction mère-fœtus (phase I), suivie d'une seconde où la rétine devient hypoxique, entraînant une prolifération vasculaire anormale pouvant provoquer des hémorragies, des cicatrices fibreuses et un décollement rétinien. Le stress oxydatif et l’inflammation jouent également un rôle clé dans son développement. Les chercheurs utilisent un modèle murin, la rétinopathie induite par l’oxygène (OIR), pour mieux comprendre ses mécanismes,.
Une des causes est une oxygénothérapie mal contrôlée lors de la réanimation néonatale.

## Épidémiologie
La prévalence de cette pathologie varie de 5 à 8 % dans les pays développés possédant des équipements adéquats où accueillir les prématurés à 30 % pour les pays en voie de développement et il ne semble pas y avoir de différence entre les filles et les garçons. Dans certains pays comme le Vietnam c’est même l’une des causes majeures de cécité chez les enfants.

## Facteurs de risque
Les nouveau-nés à risque sont les prématurés pesant moins de 1,5 kg et de moins de 31 semaines d'aménorrhée, avec des pathologies supplémentaires telles qu'une hémorragie intra-ventriculaire.
Ils ont souvent eu un usage inapproprié d'oxygène, par excès ou par défaut d’oxygène. L'atteinte est plus fréquente également en cas de traitement surfactant ou en cas de transfusion sanguine importante.

## Causes
Cette maladie se caractérise par un développement anormal du réseau de vaisseaux sanguins de la rétine. Ceci peut entraîner un décollement de la rétine susceptible de mener dans les cas les plus sévères à la cécité. Le développement du réseau de vaisseaux sanguins est détecté par un examen du fond d'œil.
Les vaisseaux de la rétine des enfants prématurés ne sont pas totalement développés lors de la naissance. Lorsque leur développement se poursuit, les vaisseaux peuvent proliférer en excès jusqu’à atteindre l’humeur vitrée et déclencher la maladie. Cela entraîne la formation sur la rétine de tissus cicatriciels qui peuvent la décoller et entraîner des troubles de la vision. Cependant, ces anomalies peuvent se résorber d’elles-mêmes.

## Examens et dépistage
Chez les enfants prématurés à risques, le dépistage doit se faire entre 4 et 6 semaines après la naissance. L’ophtalmologiste inspecte le fond de l’œil de l’enfant après avoir dilaté la pupille avec un collyre.
Si la configuration des vaisseaux sanguins indique une rétinopathie, l’avancement de la maladie est déterminé. L’enfant devra être alors examiné de la même manière toutes les semaines ou tous les quinze jours pour que l’évolution soit suivie.
Un traitement peut être décidé si la maladie atteint un stade ou elle a peu de chances de se résorber par elle-même.

## Diagnostic
Il y a 5 stades à la maladie :

Les différentes zones de la rétine qui peuvent être affectées lors de la rétinopathie du prématuré

- stade I : présence d’une ligne avasculaire
- stade II : formation d’une crête de tissus fibreux
- stade III : nouveaux vaisseaux sanguins et tissus fibreux qui s’étendent dans le vitreux
- stade IV : détachement partiel de la rétine
- stade V : détachement total de la rétine

La rétinopathie du prématuré peut aussi être classifiée en fonction de la zone affectée. On distingue trois zones.

## Traitements
La prise en charge de la rétinopathie du prématuré a fait l'objet de la publication de recommandations. Celles, américaines, datent de 2018.
Les traitements visent à stopper l’évolution des vaisseaux sanguins défectueux et anormaux pour prévenir le décollement de la rétine et permettre à des vaisseaux normaux de se développer.
- La photocoagulation par laser est utilisé lorsque la rétinopathie ne se résorbe pas d’elle-même mais progresse, en diminuant les risques de complication.
- La cryothérapie est un traitement qui utilise le froid. Elle permet d’atteindre les mêmes résultats que le traitement au laser[réf. nécessaire].
- Le bevacizumab, un anticorps monoclonal dirigé contre le VEGF et injecté en intra-vitréen, semble plus efficace que le laser dans certaines formes de rétinopathie du prématuré[15] tout en donnant moins de myopie[16].
- le ranibizumab donne aussi de meilleur résultats que le laser[17].
- L'aflibercept semble donner de meilleur résultats que le ranibizumab dans une étude[18], mais n'a pas démontré de supériorité par rapport au laser dans une autre étude[19]. Il existe cependant un doute sur l’innocuité de ces traitements médicamenteux ; il a été constaté plus de problèmes de développement cognitifs[20].
- un autre traitement pourrait émerger : l'apport d'Hydrogène (H2) par inhalation (ou par de l'eau enrichie en hydrogène), une piste maintenant « largement considérée comme une méthode thérapeutique neuroprotectrice et antioxydante utile pour un patient hypoxique-ischémique », et ce « sans effets toxiques »[21].